# Adelheid von Rothschild
Adelheid „Ada“ von Rothschild, in Frankreich auch genannt Adélaïde de Rothschild (* 19. August 1853 in Frankfurt am Main; † 22. Juni 1935 in Paris) war eine von drei streng orthodox erzogenen Töchtern des Frankfurter Freiherrn Wilhelm Carl von Rothschild und seiner Ehefrau Freifrau Mathilde von Rothschild. Der Vater war der letzte des Frankfurter Zweiges des Bankhauses Rothschild. Nach seinem Tod 1901 wurde die Firma liquidiert, da ein Nachfolger männlichen Geschlechtes und ein Rothschild hätte sein müssen. Aber keiner aus dem Clan zeigte Interesse. Durch die Fähigkeiten und Neigungen ihrer Mutter war Adelheid sehr musikalisch und hatte, auch durch ihr Elternhaus und ihre herausragende soziale Stellung, ein ausgeprägtes Interesse für Kunst.

## Ehemann
Adelheid wurde ausgewählt, ihren acht Jahre älteren Cousin Baron Edmond de Rothschild (1845–1934) zu heiraten. Er war das jüngste Kind von James Mayer Rothschild und Betty von Rothschild, der Tochter des Begründers des österreichischen Zweigs der Rothschild-Familie Salomon Meyer Freiherr von Rothschild (1774–1855). Ihr Sohn wuchs in der Welt der Zweiten Republik und des zweiten französischen Kaiserreiches auf. Er war ein Soldat der Nationalgarde im Deutsch-Französischen Krieg 1870/71 und heiratete trotzdem sechs Jahre später eine Deutsche.

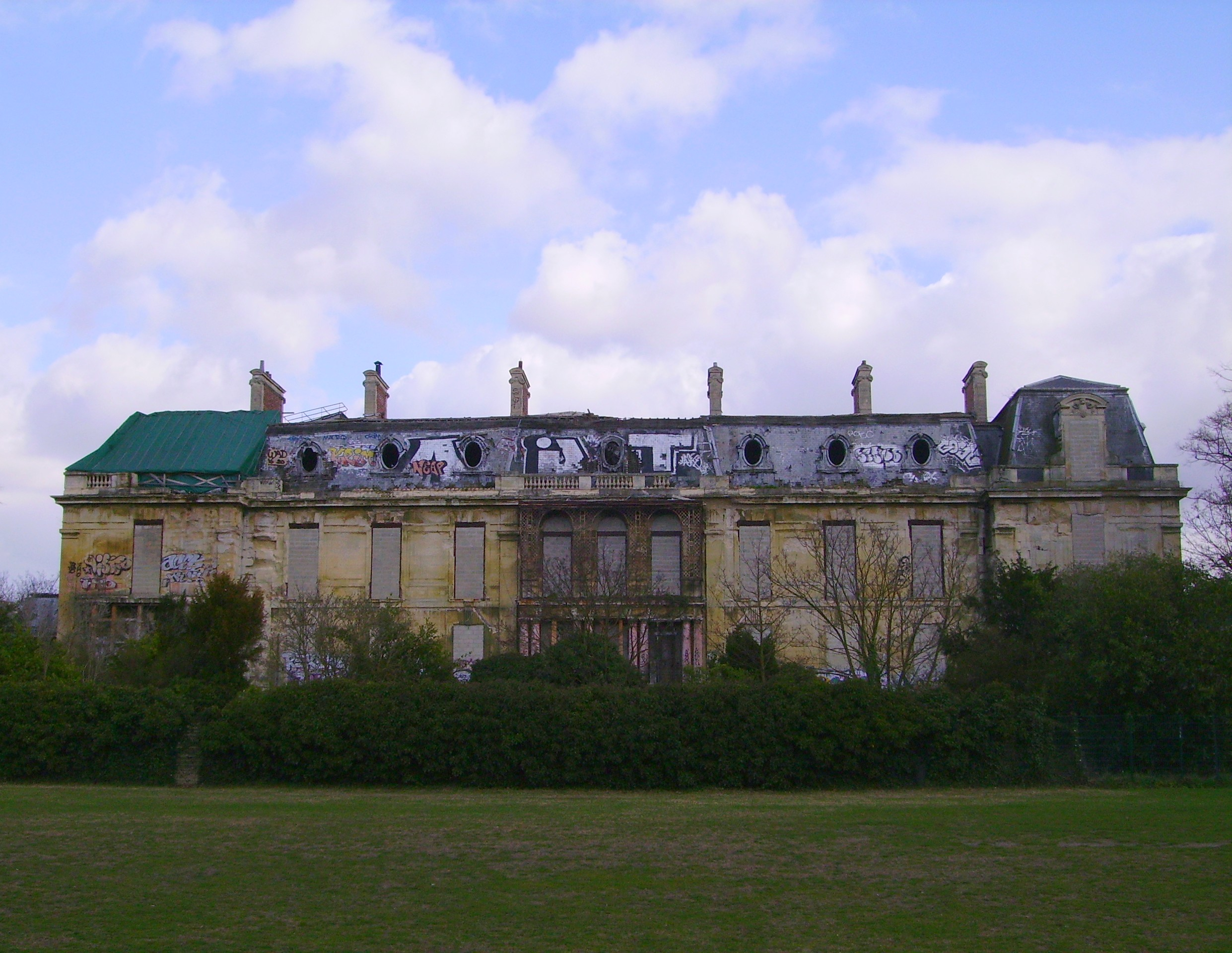
Ruine des Château Rothschild in Boulogne-sur-Seine (heute ein Stadtteil von Paris), nach dem Krieg verkauft

## Leben in Paris
Am 24. Oktober 1877 fand die Hochzeit statt. Sie verließ ein Elternhaus, das der Religion große Bedeutung beimaß. Religiös waren auch die französischen Rothschilds, jedoch mit Unterschieden zu den Frankfurtern. Die Frankfurter galten als strenger, legten die Dinge konservativer aus als die Verwandten im lebensfrohen Paris. Eine Umstellung für Adelheid, von der noch ihr Urenkel Benjamin de Rothschild berichtete, der von ihrer Reserviertheit gegenüber dem mondänen Pariser Leben berichtet. Er beschreibt sie als zurückhaltende, äußerst religiöse Frau ihres Pariser Cousins.
In Paris teilte sich das junge Ehepaar die Residenzen in der Rue Laffitte und das Chateau Rothschild in Boulogne-sur-Seine mit Edmonds Mutter Betty de Rothschild. Das große Gelände des Schlosses wurde bereits 1817 von Edmond James Vater Jakob Rothschild, auch Baron James de Rothschild genannt, gekauft. Von 1855 bis 1861 erbaute ihm Joseph Armand Berthelin eine prachtvolle Sommerresidenz, die sein jüngster Sohn Edmond James erbte. Über achtzig Jahre war sie einer der Treffpunkte nicht nur der Pariser Gesellschaft. Daneben hatten sie Besitz in der Rue du Faubourg Saint-Honoré und das Chateau Rothschild in Armainvilliers. Dieses Schloss wurde von Edmond James 1877 erworben, komplett entkernt, mit modernster Technik im normannisch-englischen Stil neu errichtet, einschließlich Bauernhöfen und großer Orangerie. Diese Immobilie gehört heute dem König von Marokko.

## Ihre Kinder
Das Ehepaar Baron Edmond James de Rothschild und Baronin Adelheid de Rothschild hatte drei Kinder:
- James „Jimmy“ Armand Edmond de Rothschild (1878–1957)

In Frankreich geboren, wirkte er im Vereinigten Königreich als Politiker und Philanthrop, ohne starke Neigung für das Bankgeschäft. Später ließ er sich sogar seinen Anteil am französischen Bankhaus Rothschild von seinem Vater auszahlen. Er ging zunächst auf das Lycée Louis-le-Grand in Paris und wechselte dann auf das Trinity College (Cambridge). Ihm wurden drei Leidenschaften nachgesagt: Pferde, Politik und Kunst, schon aufgrund des familiären Hintergrunds: Bereits sein Großvater James de Rothschild legte mit einer eigenen Pferdezucht und einem Pferderennstall die Grundlagen. 1913 heiratete er als 35-Jähriger die damals 17-jährige Dorothy Mathilde Pinto, die für ihn während des Ersten Weltkriegs die Verbindungen zu seinem Vater und zu Chaim Weizmann hielt.
Auch sein Wehrdienst gestaltete sich binational, indem er während des Ersten Weltkriegs zunächst in der französischen Armee diente und als Major der Britischen Armee in Palästina das Kriegsende erlebte. Er verließ Frankreich nach dem Ersten Weltkrieg und ging nach England. 1919 wurde er eingebürgert, 1922 erbte er von Alice von Rothschild das riesige Waddesdon Manor mit zahllosen Kunstschätzen. Mit seiner umtriebigen Ehefrau Mathilde Dorothy „Dolly“ übernahm er die Aktivitäten und dje finanzielle Förderung zur Gründung des Staates Israel, in die allein sein Vater Baron Edmond James de Rothschild ca. 50 Millionen Dollars gezahlt haben soll. So finanzierte Jimmy de Rothschild den Bau des Knesset-Gebäudes mit ca. 6 Millionen und seine Frau den Bau des Obersten Gerichtshofs. Baron James Armand Edmond de Rothschild starb kinderlos. Das Gebäude Waddesdon Manor überschrieb er 1957 dem National Trust, die mobilen Werte (einschließlich der Kunstschätze) und das Gelände samt dem nahen, noch von Alice von Rothschild gebauten Herrenhaus Eythrope seiner Ehefrau Mathilde Dorothy „Dolly“ de Rothschild. Diese vererbte 1988 ihr größtes Erbe dem britischen Staat (fast 100 Millionen Pfund), dann ihrem Neffen Nathaniel Charles Jacob Rothschild, 4. Baron Rothschild (* 29. April 1936), einem bereits vor Erbantritt sehr vermögenden Investmentbanker.
- Maurice de Rothschild (1881–1957)

Er galt als schwarzes Schaf der Familie, da er zwar 1/3 des Pariser Bankhauses erbte, aber von seinen Cousins zwangsweise ausgezahlt wurde. Durch erhebliche Erbschaften, unter anderem die seines Onkels Adolphe de Rothschild und Tante Julie, verfügte er über zusätzliches Vermögen. Dies steigerte er noch durch Spekulationen an den Börsen und Produktmärkten in den USA während und nach dem Zweiten Weltkrieg. Durch deren enormen Wertanstieg nach Kriegsende zählte man ihn zum reichsten lebenden Rothschild. Einer seiner Wohnsitze war das von Onkels Adolphe erbaute und geerbte Chateau de Pregny am Genfersee, das vom Vater Baron Edmond James geerbte Pariser Stadtpalais in der Rue du Faubourg Saint-Honoré 41 sowie das vom Vater neu errichtete Chateau Rothschild in Armainvilliers (Seine-et-Marne).
- Miriam Caroline Alexandrine de Rothschild (1884–1965)

Sie heiratete 1910 den Frankfurter Freiherrn Albert von Goldschmidt-Rothschild (1879–1941) dessen Mutter Freifrau Minna Caroline von Rothschild (* 1857), die jüngere Schwester ihrer Mutter Adelheid „Ada“ von Rothschild, war. Diese Ehe wurde 1919 geschieden. Ihr Ex-Ehemann war in zweiter Ehe seit 1922 mit der Schweizer Bankierstochter Marie Helene Schuster-Burckhardt (* 1902) verheiratet. Die Nazis beschlagnahmten 1935 sein Vermögen, unter anderem sein geerbtes Palais Grüneburg nebst Park und wertvollen Möbeln. Er, seine Ehefrau und Kinder gingen 1938 ins Exil. Sein greiser Vater Maximillian von Goldschmidt-Rothschild, der ehemalige Schwiegervater von Miriam Caroline de Rothschild und vor dem Ersten Weltkrieg einer der vermögendsten Männer in Deutschland, starb 97-jährig verfolgt und gedemütigt als Mieter einer kleinen Wohnung in seinem beschlagnahmten Stadtschloss in Frankfurt am Main. Ihr Ex-Ehemann Freiherrn Albert von Goldschmidt-Rothschild nahm sich 1941 in Lausanne fast mittellos das Leben. Miriam erbte vom Vater das am Stadtrand von Paris gelegene Chateau Rothschild in Boulogne-sur-Seine nebst riesigen Park und ein Stadtpalais in der Pariser Avenue de Foch. Das durch die Besetzung durch Deutsche und Amerikaner im und nach dem Zweiten Weltkrieg stark beschädigte Chateau Rothschild in Boulogne-sur-Seine wurde nach ihrem Tod in den 1970ern an einen saudischen Prinzen verkauft. Der Park ging in Staatsbesitz über und wird und wurde ständig durch neue Stadtplanung bzw. Bebauung verkleinert. Von der ursprünglich berühmten Garten- bzw. Parkanlage ist wenig historisches übrig.

## Leben und Wirken
Die Religion behielt stets ihren Platz im Leben der Baronin, mit positivem Einfluss auf ihren Ehemann Baron Edmond James, mit dem sie 57 Ehejahre und drei Kinder verbanden. Bestandteil von Adelheids Religionsauffassung war immer die Mildtätigkeit, so wie ihre Eltern es vorgelebt hatten. Frankreich, Deutschland, Palästina: überall hinterließ sie ihre wohltätigen Spuren, gemeinsam mit Edmond, aber auch alleine. Seien es ein Krankenhaus in Palästina, die Zuweisung von Geldmitteln an gemeinnützige und kulturelle Einrichtungen in ihrer Heimatstadt Frankfurt oder in Paris. Museen, Büchereien, Wissenschaftler, Künstler, Kranken- und Waisenhäuser, sie alle profitierten vom Willen der Baronin, Gutes zu tun. Vor diesem Hintergrund wundert es nicht, dass sie der Idee eines Frankfurter Stiftungsberaters folgte und 1903 zwei Millionen Mark zur Gründung einer Lungenheilanstalt in Nordrach zur Verfügung stellte.

## Ehrengrabstätte
Nach dem Tode von Baron Edmond de Rothschild im Chateau in Boulogne-sur Seine starb kurze Zeit später auch seine Ehefrau Baroness Adelheid „Ada“ de Rothschild. Beide wurden zunächst in Paris auf dem Friedhof Père Lachaise beigesetzt. Im April 1954 wurden sie dort exhumiert und auf einer militärischen Fregatte nach Israel transportiert. In Haifa wurde das Schiff durch Sirenen und Pfeifen begrüßt. Sie fanden ihrem Wunsch gemäß in Ramat Hanadiv Memorial Gardens bei Zikhron Ya’akob unweit von Haifa die ewige Ruhe. Die Inschrift ihres Grabsteines lautet „… eine Frau, die zu Gott betete“.